# 鄅子
鄅子，春秋时期鄅国（今山东省临沂市兰山区）的国君。
前524年（鲁昭公十八年），六月，鄅子去巡视农夫耕种，邾国（今邹城市南）军队入侵鄅国。鄅国人将要关闭城门。邾国人羊罗砍下关城门之人的头，用手提着，进入鄅国，把百姓都俘虏到邾国。鄅子说：“我没有地方去了。”跟着他的妻子儿女到了邾国。邾庄公归还了鄅子的夫人，留下了他的女儿。鄅子的夫人，是宋国向戌的女儿，向戌的儿子向宁请求宋国出兵。前523年（鲁昭公十九年）二月，宋元公进攻邾国，包围虫地（今济宁市任城区东）。三月，攻取虫地，邾国把鄅国的俘虏全部放回。 